# РК Херцеговина Невесиње
РК Херцеговина је рукометни клуб из Невесиња. Клуб је основан 2000. и тренутно се такмичи у Првој лиги Републике Српске. Највећи успјех клуба првак Купа Републике Српске у сезони 2015/16 и учесник Премијер лиге БиХ у сезони 2016/17.  